# Quảng Lăng
Quảng Lăng (chữ Hán phồn thể:廣陵區, chữ Hán giản thể: 广陵区) là một quận thuộc địa cấp thị Dương Châu, tỉnh Giang Tô, Cộng hòa Nhân dân Trung Hoa. Quận này có diện tích 28 ki-lô-mét vuông, dân số 300.000 người. Mã số bưu chính là 225002. Về mặt hành chính, quận này được chia ra thành 4 nhai đạo, 1 trấn, 1 hương.
- Nhai đạo: Đông Quan, Vấn Hà, Văn Phong, Khúc Giang.
- Trấn: Loan Đầu.
- Hương: Thang Uông.